# Cascabela
Cascabela es un género de plantas fanerógamas de la familia Apocynaceae. Contiene cinco especies. Es originario de México hasta  América tropical. Algunos taxónomos lo incluyen como un sinónimo del género Thevetia.

## Descripción
Son arbustos o árboles pequeños con látex blanco. Hojas alternas, mayormente con glándulas escamiformes en la base del pecíolo, generalmente coriáceas. Inflorescencia generalmente una cima con pocas flores o aparentemente racemosa, las flores amarillo cremas; sépalos libres o casi así; corola tubular-campanulada a hipocrateriforme; anteras no completamente aglutinadas a la cabeza del estilo; ovario apocárpico. Fruto sincárpico, drupáceo con 2–4 semillas grandes, exocarpo carnoso, mesocarpo leñoso.

## Taxonomía
El género fue descrito por Constantine Samuel Rafinesque  y publicado en Sylva Telluriana 162. 1838.

## Especies
- Cascabela gaumeri (Hemsl.) Lippold (1980).
- Cascabela ovata (Cav.) Lippold (1980).
- Cascabela pinifolia (Standl. & Steyerm.) L.O.Alvarado & Ochot.-Booth (2007).
- Cascabela thevetia (L.) Lippold (1980).
- Cascabela thevetioides (Kunth) Lippold (1980).